# Jean-Baptiste Bideau
Pour les articles homonymes, voir Bideau.
Jean-Baptiste Bideau, né en 1780 à Desruisseaux dans le district de Micoud, mort le 7 avril 1817, est un corsaire de Sainte-Lucie impliqué dans les guerres d'indépendance du Venezuela.

## Biographie
Mulâtre de Sainte-Lucie, Jean-Baptiste Bideau est l’un des corsaires de gouverneur de Guadeloupe Victor Hugues sous la Convention. Si l'un de ses navires est coulé par les Anglais, il poursuit ses activités corsaires. Ainsi l’aventurier français Jean-Joseph Dauxion-Lavaysse rapporte qu’en 1798, le gouverneur anglais Thomas Picton l'accusa d’avoir arraisonné l'un des navires sous pavillon britannique, ce qui avait conduit par le gouverneur par mesure de rétorsion à emprisonner deux sœurs de Bideau et leurs familles sur l'île de la Trinité. Aussi, Bideau participe en 1813 avec les indépendantistes vénézuéliens aux guerres d’indépendance pour s'émanciper de l'empire espanol. S'il est contraint par les forces royalistes à se retirer un temps en exil su l'île de Saint-Barthélemy, Bideau décrète la liberté générale pour les esclaves des Antiles sous son autorité afin de les mobiliser contre les empires.
Le 14 juillet 1816, Jean-Baptiste Bideau sauve la vie de Simón Bolívar, quand ce dernier, abandonné sur une plage déserte d'Ocumare de la Costa, et entouré d'ennemis, allait se suicider,.
Une statue lui est dédiée le 24 juillet 1983 à Castries, à Sainte-Lucie sur la place Bideau, où il fait face à un autre bronze dédié à Simón Bolívar.
Il meurt au combat  le 7 avril 1817 dans les ruines de Casa Fuerte à Barcelona (Venezuela), mais ses restes sont exhumés le 7 avril 2017 pour être placés à côté des héros nationaux du Venezuela.